# Sprookjesboom (animatiefilm)
Sprookjesboom is een Nederlandse animatiefilm uit 2012 geproduceerd door Efteling Media en Independent Films. De film sluit aan op de televisieserie Sprookjesboom. De film ging op 22 februari 2012 in première en duurt 73 minuten. In de film maakt gebruik van animatie en motion capture.
Net als in de televisieserie staan ook in de film de hoofdrolspelers uit het sprookjesbos van de Efteling centraal. Het gaat onder andere om Roodkapje en de wolf, Assepoester en Klein Duimpje.

## Verhaal
Wolf, Assepoester, Roodkapje, Reus en Klein Duimpje komen per ongeluk terecht in het onbekende Winterland. De poort waardoor de personages gingen werd kapot gegooid door Langnek. Ze moeten 5 kristallen vinden om de poort te herstellen en terug in het sprookjesbos te geraken. Ze worden echter tegengewerkt door een boze Heks.

## Rolverdeling
| Personage       | Acteur/actrice        |
| --------------- | --------------------- |
| Sprookjesboom   | Hero Muller           |
| Roodkapje       | Roos van der Waerden  |
| Wolf            | Rinie van den Elzen   |
| Heks            | Bianca v.d. Heijden   |
| Assepoester     | Lieke Pijnappels      |
| Draak           | Armin van Buuren      |
| Klein Duimpje   | Marike Folles         |
| Reus            | Frank Focketyn        |
| Langnek         | Fred Meijer           |
| Specht          | Fred Meijer           |
| Fakir           | Ali B                 |
| Ezel            | Willem-Jan Stouthart  |
| Geitje Benjamin | Xavier Werner         |
| Kabouters       | Reinder van der Naalt |
| Kabouters       | Rinie van den Elzen   |
| Eekhoorn        | Hildegard van Nijlen  |

## Trivia
- De film haalde binnen twee weken 100.000 bezoekers en verwierf als prijs de Gouden Film.